# دودلي برات
دودلي برات (بالإنجليزية: Dudley Pratt)‏ هو نحات أمريكي، ولد في 14 يونيو 1897 في باريس في فرنسا، وتوفي في 18 نوفمبر 1975 في سان ميغيل دي الليندي في المكسيك.